# Benjamin Thompson
Sir Benjamin Thompson, grof Rumford, angleško-ameriški fizik in izumitelj, * 26. marec 1753, Woburn, Massachusetts, ZDA, † 21. avgust 1814, Pariz, Francija.
Thompson je poleg revolucionarnih odkritij na področju termodinamike (oziroma fizikalne teorije) bil tudi lojalistični polkovnik med ameriško osamosvojitveno vojno. 
Po revoluciji je zapustil ZDA za Evropo, kjer je sprva deloval v Združenem kraljestvu, nato pa je postal bavarski vojaški minister.
Med njegovimi izumi je tudi Rumfordova juha. Med drugim je ustanovil tudi Angleški vrt v Münchnu.